# Nana Göbel

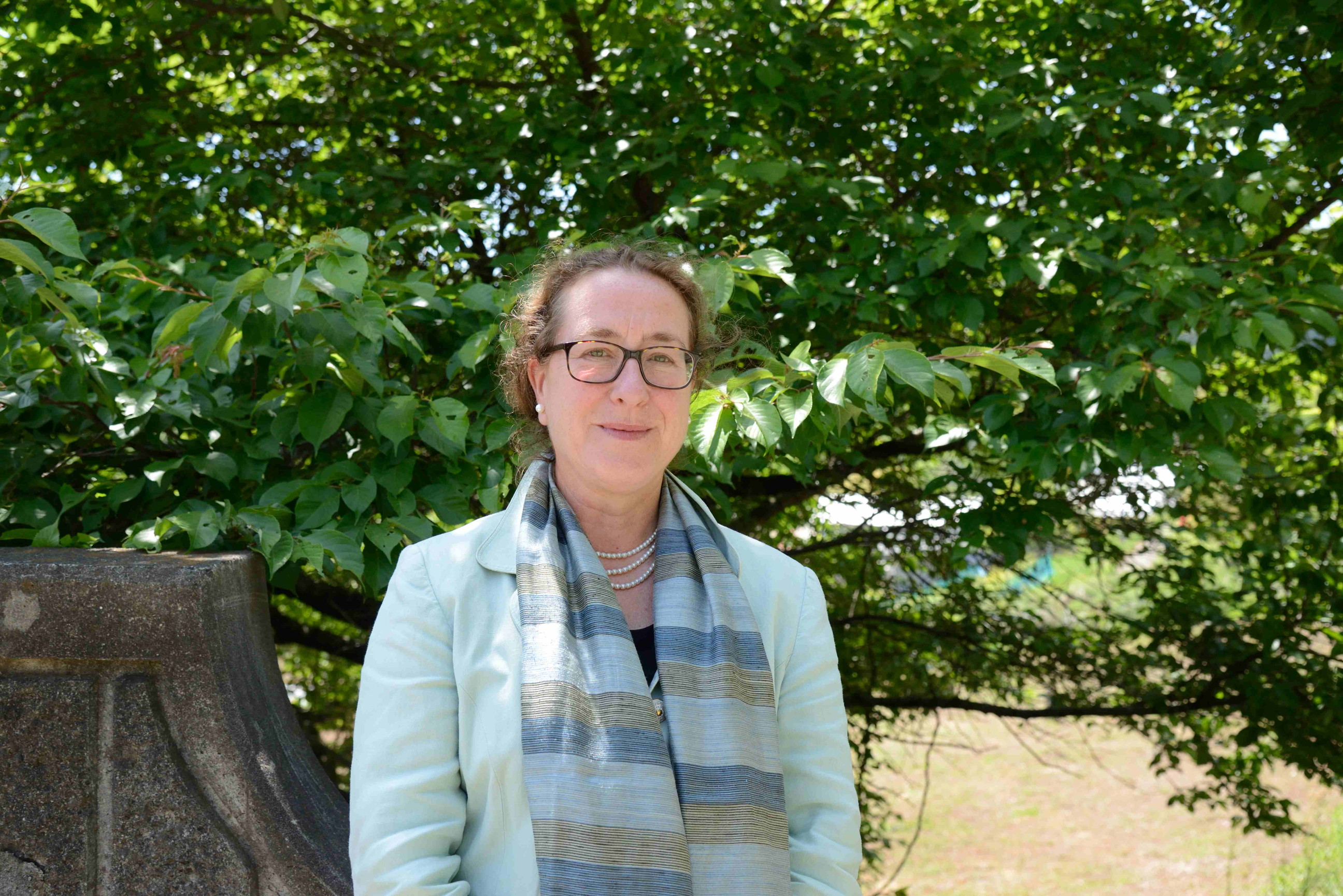
Nana Göbel auf der Asia World Teacher Conference 2017

Nana Christiane Göbel (* 29. November 1955 in Pforzheim) ist eine deutsche Waldorfpädagogin und Autorin anthroposophischer Schriften. Sie war im Vorstand und Generalsekretärin der Anthroposophischen Gesellschaft in Deutschland und ist Mitbegründerin der Freunde der Erziehungskunst Rudolf Steiners. Sie setzt sich für die weltweite Verbreitung der Waldorfpädagogik ein.

## Leben
Nana Göbel besuchte die Waldorfschule in Pforzheim (Goetheschule). Sie studierte klassische Archäologie, Geschichte und Ägyptologie in Tübingen, München und Bonn. Sie gründete 1976 den Verein Freunde der Erziehungskunst mit, deren Vorstandsmitglied sie seit 1978 ist.
Aufgabe dieses Vereins ist die Finanzierung von Schulen in freier Trägerschaft, insbesondere Waldorfschulen, Kindergärten, heilpädagogische Einrichtungen und Projekte der Sozialarbeit weltweit.
Von 1983 bis 1986 war Göbel als Assistentin von Jörgen Smit verantwortlich tätig für die internationale Jugendarbeit am Goetheanum in Dornach, Schweiz.
Von 1987 bis 1996 arbeitete sie für die GLS Gemeinschaftsbank in Bochum.
Von 1993 bis 1996 war sie Vorstandsmitglied der Gemeinnützigen Treuhandstelle e.V. in Bochum mit den Schwerpunkten der Finanzierung von Kunst-, Bildungs- und Kulturprojekten insbesondere in Osteuropa.
Von 2002 bis 2008 war Göbel Vorstandsmitglied der Anthroposophischen Gesellschaft in Deutschland und von 2003 bis 2008 deren Generalsekretärin.
Göbel hat sich für die Waldorfschulbewegung und Gründungen von Waldorfschulen in mehr als 60 Ländern eingesetzt. In China gehören Waldorfschulen zu den am schnellsten gewachsenen Bildungsalternativen zum staatlichen Schulsystem.

## Veröffentlichungen (Auswahl)
- Mut zum Leben. In: Jean-Claude Lin (Hrsg.) Was ist Anthroposophie? Sieben Perspektiven. Verlag Freies Geistesleben, Stuttgart 2017, ISBN 978-3-7725-2877-4,  S. 63–76
- 100 Jahre Erziehung zur Freiheit. Waldorfpädagogik in den Ländern der Welt. Mit Christina Rheintal. Verlag Freies Geistesleben, Stuttgart 2019, ISBN 978-3-7725-2919-1
- Die Waldorfschule und ihre Menschen. Weltweit. Drei Bände im Schuber. Verlag Freies Geistesleben, Stuttgart 2019, ISBN 978-3-7725-7919-6
  - Band 1, Waldorfpädagogik: ihre Entwicklung und Ausbreitung bis zum Ende des II. Weltkriegs
  - Band 2,  Waldorfpädagogik in Europa
  - Band 3, Waldorfpädagogik in Amerika, Australien, Afrika und Asien. 1945 bis 2019